# Alexianer GmbH
Die Alexianer GmbH ist ein Unternehmen der Gesundheits- und Sozialwirtschaft mit Hauptsitz in Münster, Westfalen. Träger der katholischen Unternehmensgruppe ist die Stiftung der Alexianerbrüder.
Die Alexianer haben eine Organisationsstruktur mit deutschlandweit vier Verbünden in sechs Bundesländern etabliert, von Aachen bis Sachsen-Anhalt, von Dernbach im Westerwald (Rheinland-Pfalz) bis Berlin. Dazu gehören Krankenhäuser zur Behandlung somatischer und psychiatrischer Erkrankungen, Einrichtungen und Dienste der Senioren- und Eingliederungshilfe, Gesundheitsförderungs- und Rehabilitationseinrichtungen, sowie Werkstätten für behinderte Menschen und Integrationsfirmen. Als gemeinnütziger Träger arbeitet die Alexianer GmbH nicht gewinnorientiert.

## Strukturen
Die Alexianer GmbH bildet das Dach der Unternehmensgruppe der Alexianer. Hier werden strategische Aufgaben für die gesamte Gruppe wahrgenommen und die Geschäftsbereiche weiterentwickelt. Träger der GmbH ist die 2013 gegründete Stiftung der Alexianerbrüder, die das Erbe des 800 Jahre alten Ordens der Alexianerbrüder verwaltet. Als konfessioneller Träger arbeitet die Alexianer GmbH nicht gewinnorientiert, sondern zum Wohle der Menschen.
Die Alexianer Gruppe ist in vier Geschäftsfeldern aktiv. Diese sind Somatik, Psychiatrie, Altenhilfe und Außerklinische Pflege sowie Eingliederungs- und Kinder- und Jugendhilfe.
Innerhalb der vier Geschäftsfelder betreibt die Alexianer Gruppe über 83 GmbHs.
Zur Gruppe gehören 29 Krankenhäuser aller Versorgungsstufen sowie über 80 Senioren- und Pflegeeinrichtungen. Menschen mit Behinderungen erhalten Angebote von rund 3.000 Arbeitsplätzen und 3.000 Plätzen in verschiedenen Wohnformen.
Darüber hinaus betreibt die Alexianer GmbH mehrere Krankenpflegeschulen, Dienstleistungsgesellschaften und Integrationsbetriebe wie das Hotel am Wasserturm oder Restaurant 1648 in Münster.
In der Alexianer GmbH sind etwa 32.000 Mitarbeiter beschäftigt. Der Jahresumsatz betrug 2023 rund 2,02 Milliarden Euro.

### Regionen und Einrichtungen
Die Alexianer Gruppe ist in zwölf Regionen aktiv.
- Aachen Städteregion
- Aachen/ViaNobis
- Berlin-Hedwig
- Berlin-Weißensee
- Katharina Kasper
- Hochsauerland
- Köln/Rhein-Sieg
- Krefeld
- Münster
- Münster-Misericordia
- Potsdam
- Sachsen-Anhalt

- Krankenhäuser: Alexianer-Krankenhaus Aachen; Marienhospital Aachen; Bethlehem Gesundheitszentrum Stolberg; St. Hedwig Krankenhaus in Berlin; Alexianer Krankenhaus Hedwigshöhe Berlin; Alexianer St. Joseph-Krankenhaus Berlin-Weißensee; Augustahospital Anholt; St. Johannes-Hospital Arnsberg; Karolinen-Hospital Arnsberg; Herz-Jesu-Krankenhaus Dernbach; St. Martinus-Krankenhaus Düsseldorf; Krankenhaus Maria-Hilf Krefeld; St. Walburga-Krankenhaus Meschede; Clemenshospital Münster; EVK Münster – Alexianer Johannisstift GmbH; Raphaelsklinik Münster; Evangelisches Zentrum für Altersmedizin GmbH Potsdam; St. Josefs-Krankenhaus Potsdam; Klinik Bosse Wittenberg; Klinikum Mittelmosel Zell; Tagesklinik für Psychiatrie, Psychotherapie und Psychosomatik Dernbach; St. Joseph-Krankenhaus Dessau; ViaNobis – Die Fachklinik Gangelt; St. Antonius Krankenhaus Hörstel; Alexianer Krankenhaus Köln; Alexianer Krankenhaus Münster; Damian Klinik Münster; Maria Brunn Münster; Don Bosco Klinik Münster; Christophorus Klinik Münster; EOS Klinik Münster
- Senioren- und Pflegeeinrichtungen: in Aachen, Arnsberg, Dülmen, Isselburg, Troisdorf, Brühl, Neheim, Stolberg, Grefrath, Mönchengladbach, Wegberg, Gangelt, Krefeld, Siegburg, Köln, Münster, Berlin, Potsdam, Tönisvorst, Horbach, Andernach, Zell, Koblenz, Selters, Dernbach, Frankfurt, Mülheim-Kärlich, Rheinbrohl, Düsseldorf, Solingen, Montabaur.
- Eingliederungshilfeeinrichtungen: in Aachen, Krefeld, Köln und Münster. In Münster und Köln gibt es verschiedene Werkstätten von Bäckerei bis zur Floristik, Mediengestaltung, Industriemontage und Schreinerei.
- Inklusionsbetriebe: in Köln und Münster.

## Geschichte
Der Orden der Alexianer widmete sich seit seiner Entstehung im 15. Jahrhundert vor allem der Pflege von Kranken und Alten. Seit dem 19. Jahrhundert betrieb er auch Psychiatrie-Einrichtungen.
Die Alexianer GmbH wurde am 1. April 2009 als Holdinggesellschaft gegründet. Sie entstand aus der Fusion der Alexianer Beteiligungs- und Verwaltungsgesellschaft mbH und der Gesellschaft der Alexianerbrüder mbH. Die beiden Trägergesellschaften hatten bis dahin zwei unterschiedliche, selbstständige Eigentümer – die Ordensgemeinschaft der Alexianerbrüder der Ordensprovinz Neuss und die Ordensgemeinschaft der Alexianerbrüder der Ordensprovinz Aachen. Diese beiden Provinzen sind heute in der deutschen St. Alexius-Provinz mit Sitz in Münster verschmolzen.
Am 31. Januar 2013 gründete die Ordensgemeinschaft der Alexianerbrüder eine rechtsfähige kirchliche Stiftung des bürgerlichen Rechts, die seitdem Träger der Alexianer GmbH ist. Zweck der Stiftung ist es, das geistige, kulturelle und soziale Wirken der Ordensgemeinschaft der Alexianerbrüder zu wahren und zu fördern.

## Belege
1. 1 2 3  Gemeinsame Struktur – Unternehmen und Struktur. In: alexianer.de. Abgerufen am 21. September 2024.
2. 1 2  Jahresbericht 2023. (PDF; 11,2 MB) In: alexianer.de. Juli 2024, S. 30 (16 im PDF-Dokument), abgerufen am 21. September 2024.
3. ↑  Jahresbericht 2023. (PDF; 11,2 MB) In: alexianer.de. Juli 2024, S. 34–39 (18–20 im PDF-Dokument), abgerufen am 21. September 2024.
4. ↑  Jahresbericht 2023. (PDF; 11,2 MB) In: alexianer.de. Juli 2024, S. 31 (16 im PDF-Dokument), abgerufen am 21. September 2024.